# Liste der Biografien/Bucu
Liste der Biografien |
Portal Biografien |
Personensuche
# |
A |
B |
C |
D |
E |
F |
G |
H |
I |
J |
K |
L |
M |
N |
O |
P |
Q |
R |
S |
T |
U |
V |
W |
X |
Y |
Z |
?
 
Ba |
Be |
Bd |
Bg |
Bh |
Bi |
Bj |
Bl |
Bm |
Bn |
Bo |
Br |
Bs |
Bu |
Bw |
By |
Bz
 
Bua |
Bub |
Buc |
Bud |
Bue |
Buf |
Bug |
Buh |
Bui |
Buj |
Buk |
Bul |
Bum |
Bun |
Buo |
Buq |
Bur |
Bus |
But–Buz
 
Buca |
Bucc |
Buce |
Buch |
Buci |
Buck |
Bucl |
Buco |
Bucq |
Bucr |
Bucs |
Bucu |
Bucy |
Bucz
Die Liste der Biografien führt alle Personen auf, die in der deutschsprachigen Wikipedia einen Artikel haben. Dieses ist eine Teilliste mit 5 Einträgen von Personen, deren Namen mit den Buchstaben „Bucu“ beginnt.

## Bucu

### Bucul
- Buculei, Mihai (* 1940), rumänischer Bildhauer und Professor an der Kunstakademie Bukarest

### Bucur
- Bucur, Florica (* 1959), rumänische Ruderin
- Bucur, Gheorghe (* 1980), rumänischer Fußballspieler
- Bucur, Ion (* 1924), rumänischer Politiker (PCR) und Diplomat
- Bucurescu, Gianu (1934–2016), rumänischer Politiker (PCR)